# 地域医療機能推進機構滋賀病院
地域医療機能推進機構滋賀病院（ちいきいりょうきのうすいしんきこうしがびょういん）は、滋賀県大津市にある医療機関である。独立行政法人地域医療機能推進機構が運営する病院の一つである。エイズ治療拠点病院に指定されている。通称JCHO滋賀病院（ジェイコーしがびょういん）。

## 沿革
- 1953年（昭和28年）5月1日 - 総合病院健康保険滋賀病院が開院[2]。
- 1961年（昭和36年） - 総合病院の承認を受ける[2]。
- 1996年（平成8年） - 社会保険滋賀病院と改称[2]。
- 2014年（平成26年） - 地域医療機能推進機構滋賀病院に改称[2]。

## 診療科
- 内科
- 脳神経内科
- 呼吸器科
- 消化器科
- 循環器科
- 小児科
- 外科
- 乳腺外科
- 整形外科
- 呼吸器外科
- 皮膚科
- 泌尿器科
- 産婦人科
- 眼科
- 耳鼻咽喉・頭頸部外科
- 心臓血管外科
- リハビリテーション科
- 放射線科
- 歯科
- 歯科口腔外科

## 医療機関の指定・認定
- 保険医療機関[3]
- 労災保険指定医療機関[3]
- 指定自立支援医療機関（更生医療）[3]
- 指定自立支援医療機関（育成医療）[3]
- 身体障害者福祉法指定医の配置されている医療機関[3]
- 生活保護法指定医療機関[3]
- 結核指定医療機関[3]
- 指定養育医療機関[3]
- 戦傷病者特別援護法指定医療機関[3]
- 原子爆弾被爆者医療指定医療機関[3]
- 原子爆弾被爆者一般疾病医療取扱医療機関[3]
- 公害医療機関[3]
- 母体保護法指定医の配置されている医療機関[3]
- 臨床研修病院[3]（協力型[4]）
- 特定疾患治療研究事業委託医療機関[3]
- DPC対象病院[3]
- 救急告示病院[5]
- エイズ治療拠点病院[1]
- 第二種感染症指定医療機関[6]

このほか、各種法令による指定・認定病院であるとともに、各学会の認定施設でもある。

## アクセス
バス
- JR琵琶湖線（東海道本線）石山駅・京阪石山坂本線京阪石山駅より近江鉄道バス、「滋賀病院玄関前」停留所下車[7]。  - （※京阪バスは「滋賀病院前」停留所下車、同停留所から徒歩約4分[7]）

徒歩
- 京阪石山坂本線粟津駅下車、徒歩約16分[7]。

自動車
- 名神高速道路大津IC下車、約13分[7]。  - （駐車場：325台収容[7]）